# Metalcamp
Metalcamp je slovenski metalski glasbeni festival na odprtem, ki se odvija v Tolminu. Glavni Organizator festivala je RTN & MOM koncerti d.o.o. Prvi Metalcamp je bil organiziran leta 2004, z namenom postati vsakoletna prireditev. Že takrat je na njem nastopilo nekaj svetovno znanih skupin, kot so Apocalyptica, Hypocrisy in metalske alternativne legende Danzig.

## MetalCamp 2004
20. in 21. avgusta 2004 je bil festival prvič organiziran. Festival so odprli slovenski Negligence, na glavnem odru pa  so poleg Danzig, Apocalyptice in Hypocrisy nastopili še: Sentenced, Primal fear, Destruction, Katatonia, Dew-scented, Brainstorm, Finntroll, Dead soul tribe, Vintersorg, Fleshcrawl, Green carnation, Ektomorf, Mnemic, Prospect, Noctiferia, Belphegor, Ancient; na manjšem odru, imenovanem Beachstage pa je nastopilo veliko še neuveljavljenih in mladih skupin iz Nemčije, Avstrije, Madžarske, Hrvaške, Bosne in Hercegovine in Slovenije. Veliko razočaranje festivala je bila le odpoved švedskih black metalcev Dark Funeral. Dobrega vzdušja in velike udeležbe ni pokvarilo niti izjemno slabo vreme, tako da so se organizatorji odločili organizirati tudi festival 2005.

## MetalCamp 2005
Potekal je od 24. do 26. junija, v precej večjem obsegu kot 2004. Najodmevnejše skupine so bile Slayer, Soulfly, Anthrax, Children of Bodom, Hammerfall, Yngwie Malmsteen, Obituary, Therion, Dissection, J.B.O., In extremo, Kataklysm itd. Na Beachstage je tako kot leta 2004 nastopilo več neuveljavljenih skupin.

## MetalCamp 2006
Potekal je od 21. od 23. junija 2006.
Glavne skupine: Amon Amarth, Arch Enemy (koncert so odpovedali), Cataract, Deathstars, Decapitated, Dimmu Borgir, Edguy, Evergrey, Gorefest, Heaven Shall Burn, Hypocrisy, Kataklysm, My dying bride, Nevermore, One Man Army and the Undead quartet, Opeth, Satyricon, Testament, Wintersun, Caliban

## MetalCamp 2007
Festival je potekal od 16. do 22. julija, prvič je bil program raztegnjen na sedem dni.
Glavne skupine: Motörhead, Blind Guardian, Kreator, Sepultura, Doro, Satyricon, Immortal, Cradle of Filth, Dismember, Deadsoul Tribe, Pain, Ensiferum, Sodom, One Man Army And The Undead Quartet, Korpiklaani, Unleashed, Threshold, The Exploited, Converge, Die Apokalyptischen Reiter, Graveworm, Dew-Scented, Grave Digger, Sadist, Disillusion, The Vision Bleak, Born From Pain, Aborted, Animosity, Deadlock, In Slumber, Eluveitie, Krypteria, Prospect, Vreid, Leviathane, Noctiferia, Exterminator, Sardonic, Eventide, ...

## MetalCamp 2008
Potekal je od 3. do 9. julija 2008. Prvi dan se je odvijal na plaži kjer so priredili zabavo za začetek MetalCampa. Naslednje dni pa so nastopale različne skupine znane po celem svetu.

To so: In Flames, Apocalyptica, Iced Earth, Ministry, In Extremo, Carcass, Amon Amarth, Morbid Angel, Six Feet Under, Helloween, Arch Enemy, Subway To Sally, Eluveitie, Opeth, Wintersun, Meshuggah, Finntroll, Legion Of The Demned, Tankard, Mercenary, Behemoth, Korpiklaani, Volbeat, Brainstorm, Soliwork, Rage, Sagh, Mystic Prophecy, Onslaught, Biomechanical, October file, Catamenia, Machinemade God, Hate, Alestorm, Dark Fortress itd.

## MetalCamp 2009
Potekal je od 2 - 8 julija 2009. Vsem obiskovalcem je rajanje poslabšalo slabo vreme.
Nastopale so skupine, kot so: Nightwish, Dimmu Borgir, Down, Testament, Satyricon, Lamb Of God, Kreator, Kataklysm, Keep Of Kalessin, Destruction, Blind Guardian, Vader, Deathstars, Edguy, Death Angel... Seveda pa so se na malem odru predstavile tudi domače skupine: Mora, Atrum Infernum, Just Swallow, Inmate, Little Ann, Gonoba, Vulvathrone, Keller in Mordenom.

## MetalCamp 2010
Potekal je od 5. do 11. julija 2010. Nogometni navdušenci so lahko tam spremljali tudi prenos tekem, medtem ko so na odru igrali: Soulfly, Behemoth, Immortal, Sonata Arctica, Fintroll, Devildriver, Exodus, Six Feet Under, Nevermore, Epica, Overkill, HammerFall, Sabaton, Cannibal Corpse, Paradise Lost, Korpiklaani, Leave's eyes, Eluveitie, Noctiferia, Negligence,... V nedeljo pa je potekala še turneja Magic Circle Festival, ki si jo je zamislil Joey iz Manowar. Poleg Manowar so nastopili še Arch enemy, Kamelot itd. Vreme je bilo lepše kot prejšnje leto.

## MetalCamp 2011
Potekal je od 11. do 17. julija 2011.

## MetalCamp 2012
Potekal je od 5. do 11. avgusta 2012.

## Metaldays 2013
Potekal je od 21. do 28. julija 2013.